# 太田沙耶
太田沙耶 (Saya Ota おおた さや, 1994年 - )は日本のクラシック音楽のピアニスト。現在は、東京芸術大学とザルツブルグ・モーツァルテウム大学を経て、イタリアのイモラ国際ピアノ音楽アカデミーで研鑽を積んでいる。

## 受賞歴
2007年
- ピティナ・ピアノコンペティション全国大会F級 銀賞及びソナーレ賞[3]
- 第1回横浜ピアノコンクール 優秀賞、三宅ファミリー賞及び崎陽軒賞

2008年
- 第11回エトリンゲン青少年国際ピアノコンクールCategory A 第4位
- 第13回浜松国際ピアノアカデミーコンクール モスト・プロミシング・アーティスト賞

2009年
- ピティナ・ピアノコンペティション全国大会G級 銅賞
- 全日本学生音楽コンクール全国大会中学校の部 入選

2011年
- 全日本学生音楽コンクール全国大会高校の部 第3位
- 第13回ローゼンストック国際ピアノコンクール 第2位[4]

2014年
- 第8回東京芸術センター記念ピアノコンクール 銅賞(1位,2位なし)

2015年
- ザルツブルク=モーツァルト国際室内楽コンクール 第2位
- ブラームス国際ピアノコンクール・ペルチャッハ 入選

2016年
- 日本ピアノコンクール 銀賞

2017年
- パリ国際ピアノコンクールCategory G: Supérieur 2 第1位[注釈 1]

2019年
- Palma d'Oro International Piano Competition - Premio Aloise 第4位

2021年
- ヴェローナ国際ピアノコンクール 第2位[5]

2022年
- International Music Competition "Pietro Argento” 第3位
- Concorso Pianistico Internazionale “Massarosa” 第1位[6]
- Concurso Internacional de Piano "Delia Steinberg" 第2位

2023年
- 国際ピアノコンクール・ハエン賞 Rosa Sabater賞[7](セミファイナル)
- Concorso Pianistico Internazionale "Andrea Baldi" Category F 第1位
- Marbella International Music Competitionピアノ部門 第1位
- Concorso Nuova Coppa Pianisti - Osimo International Piano 第3位

2024年
- Saint-Paul Trois-Châteaux Masters部門 第3位
- Orbetello International Piano Competition 第2位

## 奨学金
- 第21回大幸財団丹羽奨励生[8]
- 平成28年度公益社団法人日本演奏連盟宗次エンジェル基金奨学生
- 平成29年度公益社団法人日本演奏連盟宗次エンジェル基金奨学生

## 演奏動画
- F. Liszt - Paraphrase de concert sur Rigoletto, S. 434
- 第5回高松国際ピアノコンクール第1次審査1日目太田沙耶